# Orden Ejecutiva 12333

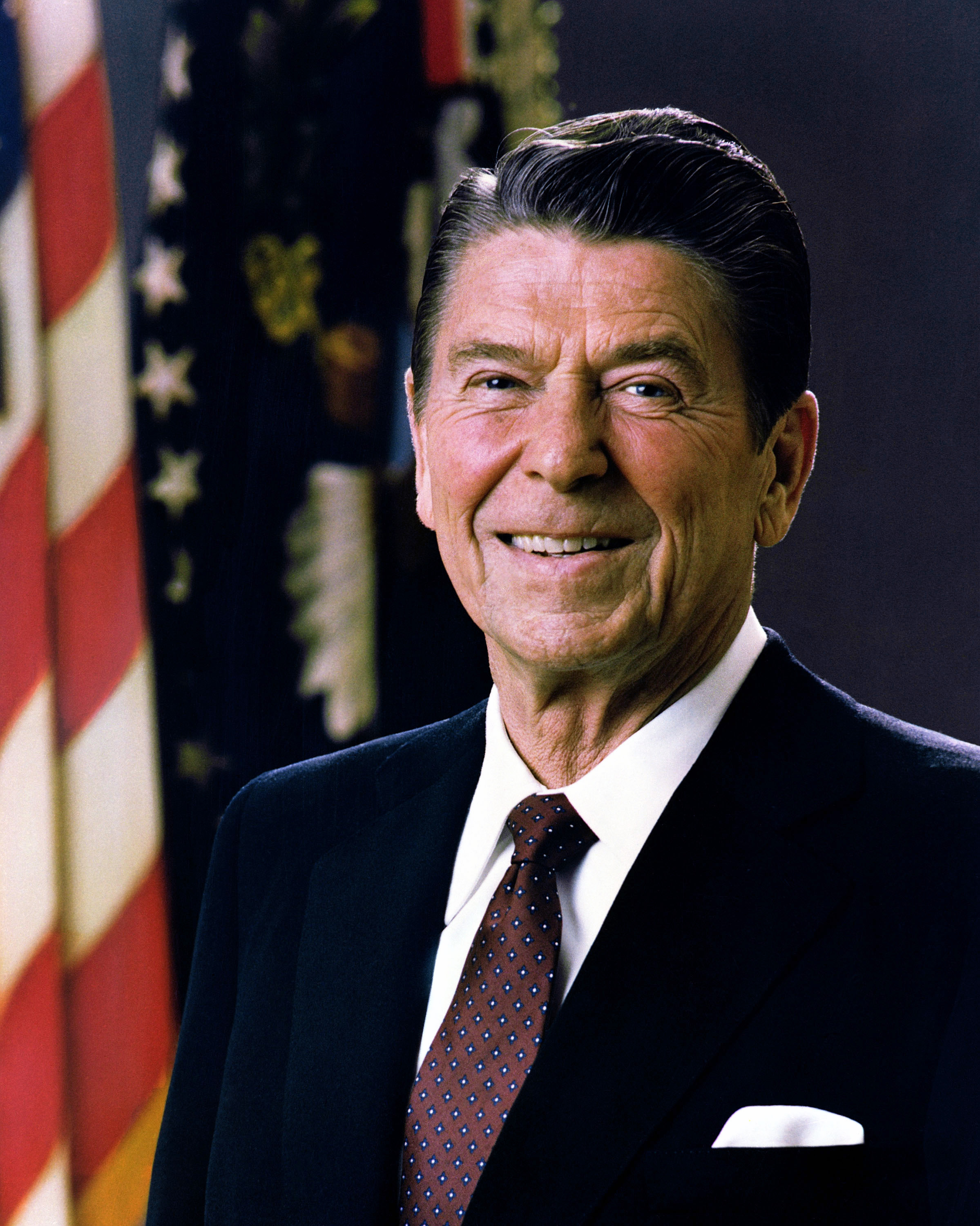
La Orden Ejecutiva 12333 fue firmada por el presidente Ronald Reagan el 4 de diciembre de 1981

La Orden Ejecutiva 12333, firmada el 4 de diciembre de 1981 por el presidente de Estados Unidos, Ronald Reagan, era una orden ejecutiva que pretendía ampliar los poderes y las responsabilidades de las agencias de inteligencia de EE. UU. y ordenar a los líderes de las agencias federales de Estados Unidos a cooperar plenamente con las solicitudes de información de la CIA. Esta orden ejecutiva se titulaba Actividades de Inteligencia de los Estados Unidos.
Fue enmendada por la Orden Ejecutiva 13355: Gestión reforzada de la Comunidad de Inteligencia, el 27 de agosto de 2004. El 30 de julio de 2008, el presidente George W. Bush emitió la Orden Ejecutiva 13470, que modificaba la Orden Ejecutiva 12333 para fortalecer el papel del Director de Inteligencia Nacional (DNI).

## Parte 1
«Los objetivos, la dirección, los deberes y las responsabilidades con respecto al esfuerzo nacional de inteligencia» establecen las funciones de los distintos organismos de inteligencia, incluidos los Departamentos de Defensa, Energía, Estado y Tesoro.

## Parte 2
«La conducta de las actividades de inteligencia» proporciona directrices para las acciones de las agencias de inteligencia.

### Recopilación de información
La parte 2.3 permite la colección, conservación y difusión de los siguientes tipos de información, además de otros.
- (c) Información obtenida en el curso de una investigación legal de inteligencia extranjera, contrainteligencia, narcóticos internacionales o terrorismo internacional.

- (i) Información obtenida incidentalmente que pueda indicar la participación en actividades que puedan violar las leyes federales, estatales, locales o extranjeras.[1]

### Proscripción de asesinato
La parte 2.11 de esta orden ejecutiva reitera la prohibición de que las agencias de inteligencia estadounidenses patrocinen o lleven a cabo un asesinato. Se lee:

«Ninguna persona empleada por el Gobierno de los Estados Unidos, o que actúe en su nombre, podrá participar en un asesinato o conspirar para ello».

Anteriormente, la OE 11905 (Gerald Ford) había prohibido los asesinatos políticos y la OE 12036 (Jimmy Carter) había prohibido aún más la participación indirecta de Estados Unidos en los asesinatos. Ya en 1998 se reinterpretó esta proscripción de los asesinatos, y se relajó, para los objetivos que son clasificados por Estados Unidos como relacionados con el terrorismo.

## Impacto
La Orden Ejecutiva 12333 ha sido considerada por la comunidad de inteligencia estadounidense como un documento fundamental que autoriza la expansión de las actividades de recopilación de datos. El documento ha sido empleado por la Agencia de Seguridad Nacional como autorización legal para su recopilación de información no cifrada que fluye a través de los centros de datos de los gigantes de las comunicaciones por Internet, como Google y Yahoo!.
En julio de 2014, el presidente David Medine y otros dos miembros de la Junta de Supervisión de la Privacidad y las Libertades Civiles, una agencia de supervisión del gobierno, indicaron su deseo de revisar la Orden Ejecutiva 12333 en un futuro próximo, según un informe del periodista Spencer Ackerman de The Guardian.
En julio de ese mismo año, el exfuncionario del Departamento de Estado John Tye publicó un editorial en The Washington Post, en el que citaba su acceso previo a material clasificado sobre las actividades de recopilación de información en el marco de la OE 12333, y argumentaba que la orden representaba una importante amenaza para la privacidad y las libertades civiles de los estadounidenses.
En abril de 2021, la Junta de Supervisión de la Privacidad y las Libertades Civiles publicó los resultados de su revisión de seis años de la OE 12333.